# Грос-Боден
Грос-Боден (нім. Groß Boden) — громада в Німеччині, розташована в землі Шлезвіг-Гольштейн. Входить до складу району Герцогство Лауенбург. Складова частина об'єднання громад Зандеснебен-Нуссе.
Площа — 2,7 км2. Населення становить 204 ос. (станом на 31 грудня 2020).